# Tiroler Urkundenbuch

Cover der 2. Abteilung des Werks

Das Tiroler Urkundenbuch (kurz: TUB) ist eine Edition der ältesten Geschichtsquellen des historischen Tiroler Raumes, der neben dem heutigen österreichischen Bundesland Tirol (Nord- und Osttirol) auch Südtirol und das Trentino umfasst.
Das monumentale Werk erschien in zwei Abteilungen, die jeweils im Auftrag des Tiroler Landesmuseums Ferdinandeum in Innsbruck herausgegeben wurden.

## Geschichte

### Vorarbeiten
Geschichtliche Vorarbeiten leisteten die Historiker Oswald Redlich und Hans von Voltelini als auch zahlreiche Mittelschulprofessoren wie Albert Jäger, Justinian Ladurner, Josef Egger, die zum Teil dem 1872 gegründeten „Akademischen Historikerklub“ angehörten. Daneben ist noch der Heraldiker Konrad Fischnaler zu nennen.
Bereits existierende Urkundenbücher anderer Regionen konnten als Vorlage dienen, zum Beispiel das Oberösterreichische Urkundenbuch, das ab 1852 vom Oberösterreichischen Musealverein herausgegeben wurde, oder das Urkundenbuch des Herzogthums Steiermark, das der Historische Verein für Steiermark ab 1875 herausbrachte.

### Erste Abteilung
In den Jahren 1937–1957 bearbeitete der Südtiroler Historiker Franz Huter die Erste Abteilung des Tiroler Urkundenbuches. Diese bietet die historisch-kritische Edition der Geschichtsquellen des Raumes um Bozen und Meran, insbesondere des Vinschgaus, des Burggrafenamts, Überetsches und Bozner Unterlands bis Salurn. Diese Gebiete waren Teil der Diözesansprengel der Bischofskirchen von Trient und Chur und stellten einen zentralen Übergangsraum zwischen den deutsch- und italienischsprachigen Gebieten des römisch-deutschen Reichs dar.

### Zweite Abteilung
Ab 2009 wurden in der Zweiten Abteilung die nördlicher gelegenen Landesteile erschlossen, die historisch Teil der kirchlichen Einflusssphären von Brixen und Salzburg waren. Es handelt sich um das Pustertal, das Eisacktal und das Tiroler Inntal mit ihren jeweiligen Einzugsgebieten und Seitentälern. Dieses jüngere Publikationsvorhaben wurde auch vom Südtiroler Landesarchiv gefördert und unterstützt.

## Beschreibung
Das territorialgeschichtlich konzipierte Werk stellt die urkundlichen Quellen des Früh- und Hochmittelalters zur Geschichte eines Kernraums der Alpen zusammen und ist eine wichtige Grundlage zur Erforschung einer zentralen europäischen Kulturlandschaft, die aufgrund ihrer Mittlerstellung eine stark entwickelte frühe Schriftlichkeit aufzuweisen hat.
Die regionale Besonderheit des Gebiets kommt darin zum Ausdruck, dass hier gleichzeitig Traditionsnotizen bayerisch-österreichischer Prägung neben Siegelurkunden und romanistisch geprägten Notariatsinstrumenten in Verwendung standen.

## Editionen
- Franz Huter (Bearb.): Tiroler Urkundenbuch. Herausgegeben von der historischen Kommission des Landesmuseums Ferdinandeum in Innsbruck. I. Abteilung: Die Urkunden zur Geschichte des deutschen Etschlandes und des Vintschgaus. 3 Bände, Universitätsverlag Wagner, Innsbruck 1937–1957.
  - I. Band: Bis zum Jahre 1200. Innsbruck 1937 (digital.tessmann.it).[4]
  - II. Band: 1200–1230. Innsbruck 1949.
  - III. Band: 1231–1253. Innsbruck 1957.
- Martin Bitschnau, Hannes Obermair (Bearb.): Tiroler Urkundenbuch. II. Abteilung: Die Urkunden zur Geschichte des Inn-, Eisack- und Pustertals. Hrsg. von der Tiroler Landesmuseen-Betriebsgesellschaft m. b. H. 2 Bände, Universitätsverlag Wagner, Innsbruck 2009–2012.
  - Band 1: Bis zum Jahr 1140. Innsbruck 2009, ISBN 978-3-7030-0469-8.[5]
  - Band 2: 1140–1200. Innsbruck 2012, ISBN 978-3-7030-0485-8.[6][7]